# ロジャー・エイヴァリー
ロジャー・エイヴァリー（Roger Avary, 1965年8月23日 - ）は、アメリカの映画監督、脚本家、プロデューサーである。出生時の名前はロジャー・ロバーツ・デイヴァリー (Roger Roberts d'Avary)。

## 来歴
カナダのマニトバ州フリンフロンで生まれ、アメリカのアリゾナ州オラクルで育った。父はブラジル出身の深部坑道掘削技師、母はドイツ人の理学療法士である。
1980年代、クエンティン・タランティーノと同じビデオショップで働いていたことをきっかけとして、映画界に入る。ノンクレジットではあるが、タランティーノと共に『トゥルー・ロマンス』を手掛けた後、『キリング・ゾーイ』で映画監督としてデビューした。『パルプ・フィクション』ではタランティーノと共にアカデミー脚本賞と英国アカデミー賞オリジナル脚本賞を受賞した。1990年代はタランティーノの影に隠れていたが、2002年に監督した『ルールズ・オブ・アトラクション』が高評されたことから、注目されるようになった。
2019年には、映画レビューサイト「レターボックス」にて日本のアニメ映画『映画 この素晴らしい世界に祝福を!紅伝説』に『となりのトトロ』や『魔女の宅急便』と並ぶ最高評価を投票し、映画ファンやアニメサイトを騒然とさせたことが報じられている。

## 監督作品
- キリング・ゾーイ Killing Zoe （1994年）
- Mr.STITCH/悪魔の種子（英語版） Mr. Stitch （1996年、テレビ映画）
- ルールズ・オブ・アトラクション The Rules of Attraction （2003年）

## 監督以外の作品
- レザボア・ドッグス Reservoir Dogs （1992年、一部脚本）
- トゥルー・ロマンス True Romance （1993年、一部脚本）
- パルプ・フィクション Pulp Fiction （1994年、原案）
- クライング フリーマン Crying Freeman （1995年、脚本〈ノンクレジット〉）
- 迫撃者（英語版） Boogie Boy （1998年、製作総指揮）
- サイレントヒル Silent Hill （2006年、脚本）
- ベオウルフ/呪われし勇者 Beowulf （2007年、製作総指揮）